# Iàmblic d'Apamea
Iàmblic d'Apamea   () (grec antic: Ἰάμβλιχος, llatí: Iamblichus) fou un filòsof neoplatònic grec del segle iv, contemporani de l'emperador Julià l'Apòstata i de Libani, que va néixer a Apamea.
Sovint és confós amb el seu homònim Iàmblic de Calcis. Va tenir certa amistat amb l'emperador, qui l'elogiava molt, però mai va tenir la fama del seu homònim. Johann Albert Fabricius esmenta un metge de Constantinoble, de nom Iàmblic, a qui Lleonci Escolàstic fa referència a l'Antologia grega, però fou un personatge diferent.